# Nicolae Popovici (jurist)
Nicolae Popovici (n. 1935 – d. 2005) a fost un jurist român, care a îndeplinit funcția de procuror general al Republicii Socialiste România. Nicolae Popovici a fost membru al CC al PCR până la căderea regimului comunist.
La început de carieră a fost președinte de tribunal, pe urmă, la numai 30 de ani, ministru adjunct al Justiției, apoi, din 1979, procuror general al RSR.
În timpul revoluției din decembrie 1989 a contribuit la reprimarea demonstrațiilor. Încă din ziua de 17 decembrie 1989 Procuratura Generală a îndeplinit ordinul conducerii de stat și partid de a nu face autopsierea cadavrelor manifestanților împușcați de forțele de ordine.
La data de 9 ianuarie 1990 Popovici a fost eliberat din funcția de procuror general.

## Distincții
A fost distins cu Ordinul Steaua Republicii Socialiste România clasa a V-a (1971) „pentru merite deosebite în opera de construire a socialismului, cu prilejul aniversării a 50 de ani de la constituirea Partidului Comunist Român”.